# 逢坂藍水
逢坂 藍水（おうさか らんすい、1878年〈明治11年〉11月13日 - 1949年〈昭和24年〉2月11日）は、日本の医師、歌人、政治家。本名は逢坂 佐馬之助（おうさか さまのすけ）。他の筆名に逢坂 蘭翠がある。

## 来歴・人物
1878年11月13日、徳島県美馬郡半田町（現・つるぎ町）に、熊八の三男として生まれる。1879年10月20日、熊八が病死し、それ以降は伯父の真佐八を「父」と呼ぶ。
1883年4月、半田口山小学校初等科（後の半田尋常小学校）に入学する。1888年3月、半田尋常小学校を卒業する。同年4月、半田簡易小学校において1年間の補習を受ける。1889年5月から1890年4月まで、半田簡易小学校の補助教員に、1895年1月から4月まで、久保尋常小学校の補助教員に、同年5月から12月まで、半田尋常高等小学校の補助教員になる。
1896年9月、岡山県に遊学する。1897年1月、私立関西尋常中学校3学年2学期に受験入学する。1898年9月、第三高等学校医学部（後の岡山医学専門学校）へ入学する。1900年、与謝野鉄幹の東京新詩社創立に参加し、6年間和歌の指導を受け、与謝野鉄幹の高弟として初期の『明星』において活動する。1902年1月17日、岡山医学専門学校を卒業する。日露戦争に際して、志願兵として入隊し陸軍三等軍医となる。
1910年、半田村青年会を組織し、副会長となる。
1911年、洗礼を受ける。
1919年、半田町長に選ばれる。1927年10月から徳島県会議員に四期重任する。1936年、再度半田町長となる。
1931年4月から1932年5月まで、官立東京高等歯科医学校附属病院において歯科専修となる。
1948年11月、小西英夫が創刊した『徳島短歌』に毎号作品を寄せる。
1949年2月4日、中風が再発し、2月11日に没する。享年72歳。

## 著作
- 逢坂佐馬之助 著「久原壽君への追憶」、守谷英次・片山徹 編『久原君の思ひ出』片山徹、1939年8月、16-24頁。 NCID BA64644255。全国書誌番号:44006464。
- 逢坂佐馬之助 著、金沢治 編『逢坂蘭翠歌集（抄）』金沢治、1949年4月。
- 逢坂左馬之助『半田町史』半田町史出版委員会、1950年2月。 NCID BN08777618。
- 逢坂佐馬之助 著、金沢治 編『逢坂佐馬之助遺稿（文学編）』逢坂和子、1974年2月。

## 関連史跡
- 逢坂医院跡
- 逢坂佐馬之助像
  - いづれも徳島県美馬郡つるぎ町半田にある[5]。